# Alyssum alpestre
Alysson alpestre, Passerage des Alpes
Espèce
L'Alysson alpestre ou Passerage des Alpes (Alyssum alpestre) est une espèce de plantes vivaces de la famille des Brassicacées.

## Description
L'Alysson alpestre se distingue de l'Alysson des montagnes (Alyssum montanum L.) par son inflorescence rameuse en grappe étalée, des pétales ronds plus courts (2-3-mm ) et des feuilles en spatules de maximum 10 mm de long.

## Habitat et distribution
Il vit sur des pentes pierreuses et des éboulis aux étages subalpin et alpin, dans les Alpes occidentales, en particulier dans la région de Zermatt (Valais).

## Statut, menaces et conservation
Alyssum alpestre est évalué « En danger » en Suisse. Les menaces sont liées au changement climatique, à l'isolement de petites populations et au tourisme (ski, VTT, piétinement, création de sentier et ramassage).